# Forstpflanze

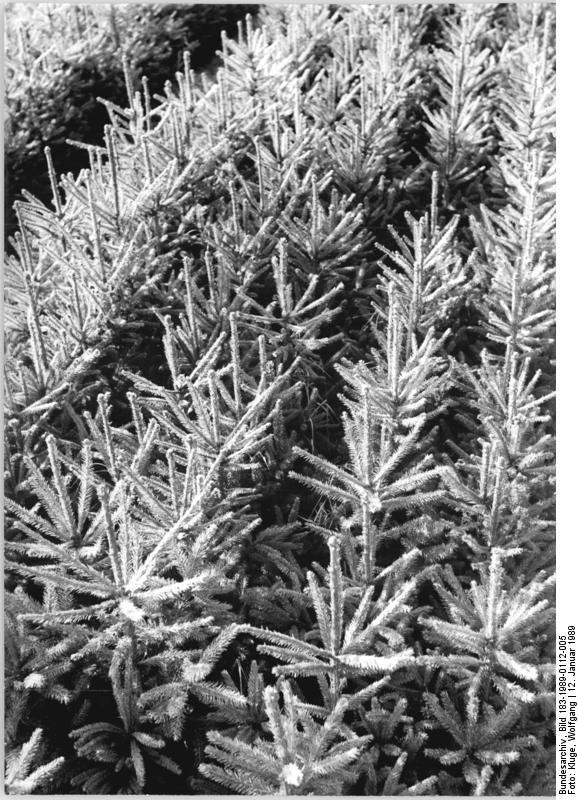
Junge Fichten im Pflanzbeet einer Forstbaumschule

Forstpflanzen sind junge Bäume oder Sträucher, die zur wirtschaftlichen Nutzung in Forstbaumschulen oder Kämpen (Forstpflanzgärten) der Forstverwaltungen kultiviert werden.
Krüssmann definiert Forstpflanzen als ein- bis dreijährige Sämlinge und einmal verschulte Pflanzen, die baumschulmäßig herangezogen und im Allgemeinen für den Absatz an forstliche Haupt- oder Nebenbetriebe bestimmt sind. Außerdem zählt er Steckhölzer (bewurzelt oder unbewurzelt) und Wildlinge zu den Forstpflanzen. Wildlinge sind Naturverjüngungen entnommene Jungpflanzen. Sie sind zwar billig zu erwerben, haben aber oft schlechten Anwuchserfolg, da bei dem Ausgraben ein großer Teil der Wurzelmasse verloren geht.
Weiter als diese Definition reicht indes diejenige im „Gesetz zur Erhaltung des Waldes und zur Förderung der Forstwirtschaft“ (§ 2 Bundeswaldgesetz), wo es heißt:
1. Wald im Sinne dieses Gesetzes ist jede mit Forstpflanzen bestockte Grundfläche.

Damit sind keineswegs nur junge Pflanzen gemeint, sondern generell Waldbäume und -sträucher, die gemeinhin Wald bilden oder in Waldform forstwirtschaftlich genutzt werden. Dabei spielt es keine Rolle, ob diese aus natürlicher oder künstlicher Verjüngung stammen.

## Situation in Deutschland
Die Erzeugung von und der Handel mit Forstpflanzen unterliegt dem Forstvermehrungsgutgesetz (ehemals Forstsaatgutgesetz). Zweck des Gesetzes ist es, die Forstwirtschaft und ihre Leistungsfähigkeit zu fördern. Dieses soll durch die Bereitstellung von hochwertigem und identitätsgesichertem forstlichen Vermehrungsgut geschehen.
Der Waldbesitzer hat dadurch die Möglichkeit, auf Saatgut oder Pflanzen zurückzugreifen, über deren Herkunft und Eigenschaften genaue Angaben vorliegen. Hierfür wurden für die wichtigsten forstlichen Baumarten spezielle Herkunftsgebiete ausgeschieden.
Die kommerzielle Anzucht von Forstpflanzen in Forstbaumschulen hat sich wegen besonders geeigneter Klima- und Bodenverhältnisse (feuchte Sommer, milde Winter sowie sandiger, gut zu durchwurzelnder Boden) seit Mitte des 19. Jahrhunderts im südlichen Schleswig-Holstein konzentriert. Nach Krüssmann gab es 1977/78 17.591 Hektar Baumschulflächen in Deutschland (altes Bundesgebiet einschließlich Berlin), davon lagen 4.131 Hektar in Schleswig-Holstein.

## Saatgutprojekt
Das Forstvermehrungsgutgesetzes und die Herkunftgebietsverordnung berücksichtigen bei insgesamt 26 Baumarten, bei Hybridlärche sowie bei der Gattung Populus die  Herkunft des Vermehrungsgutes, d. h. Saatgut darf nur aus amtlich zugelassenem Ausgangsmaterial i. d. R. Erntebeständen, gewonnen werden. Die Kontrolle der Bestimmungen erschwert sich aus den Tatsachen, dass in Folge der EU-Erweiterung zunehmend Saatgut- und Pflanzenhandel über Landesgrenzen hinweg erfolgt und diese durch hohen Zeit- und Kostenaufwand der amtlichen Kontrolle bei immer weniger Personal in den Behörden erfolgen. Diese ungenügenden Kontrolle begünstigen die Verwendung nichtangepasster Herkünfte und führen zu Schäden der Waldentwicklung, hohen Folgekosten für Ersatzaufforstungen, Gewinneinbußen der Forstbetrieb und Vermeidung oder Reparatur von Umweltschäden. Zur Vermeidung mangelnder Herkunftskontrollen und Wettbewerbsnachteilen für gesetzestreue Erzeuger von forstlichem Vermehrungsgut wurde von der Deutschen Kontrollvereinigung für forstliches Saat- und Pflanzgut e. V. das Projekt Herkunftskontrolle bei forstlichem Vermehrungsgut mittels stabiler Isotopen, genannt: Saatgutprojekt begründet.
Mit der Stabilen Isotopenanalytik mittels Isotopenspektroskopie (IRMS) wird Herkunftskontrolle verbessert, die Methode ist geeignet, wenn die behandlungs-, umwelt- und pflanzenbedingten Stichprobenfehler niedrig gehalten werden können, dass sich Herkunftsunterschiede signifikant darstellen. Die üblichen amtlichen Herkunftskontrolle bedienten sich bislang der Probeentnehmen aus Erntekontrollen vor Ort, Saatgutprüfungen und Pflanzenbeständen in Baumschulen, die in Einzelfällen genetische Analysen mit Techniken der Isoenzym- und DNA-Analytik untersucht wurden. Diese genetische Untersuchungen beschreiben die genetischen Strukturen von Populationen, jedoch selten die ausgewiesenen Herkunftsgebiete. Diese Genetik unterliegt den Veränderungen von Raum und Zeit., d. h. Populationen ordnen nach jeder Abblüte ihre Gene neu. Der Gehalt stabiler Isotopen kann in beliebigem Pflanzenmaterial mit Hilfe der Massenspektrometrie bestimmt werden. Im Auftrage der Nordwestdeutschen Forstlichen Versuchungsanstalt, gefördert vom Bundesministerium für Ernährung und Landwirtschaft (BMEL), werden in den Laboren der Agroisolab die forensischen Untersuchungen durchgeführt und die Saatgut-Datenbank gepflegt.